# 森司
森 司（もり つかさ、1960年 - ）は、公益財団法人東京都歴史文化財団アーツカウンシル東京事業部事業調整課長。

## 概要
愛知県生まれ。多摩美術大学芸術学科卒業。
水戸芸術館現代美術センター学芸員時代(1989 – 2009)には、川俣正、日比野克彦、宮島達男などの個展を企画する。
2009年より現職。

## 企画
- 「クリスト展」
- 「長沢英俊展」
- 「絵画考」
- 「野村仁展」
- 「川俣正 デイリーニュース」
- 「椿昇 国連少年展」[3]
- 「美しいHUG!」（八戸市美術館）